# ینس گرال
ینس گرال (انگلیسی: Jens Grahl؛ زادهٔ ۲۲ سپتامبر ۱۹۸۸) بازیکن فوتبال اهل آلمان است.
از باشگاه‌هایی که در آن بازی کرده‌است می‌توان به باشگاه فوتبال گروتر فورث، باشگاه فوتبال پادربورن، باشگاه فوتبال اشتوتگارت، و باشگاه فوتبال هوفنهایم اشاره کرد.